# Graben de l'Eger

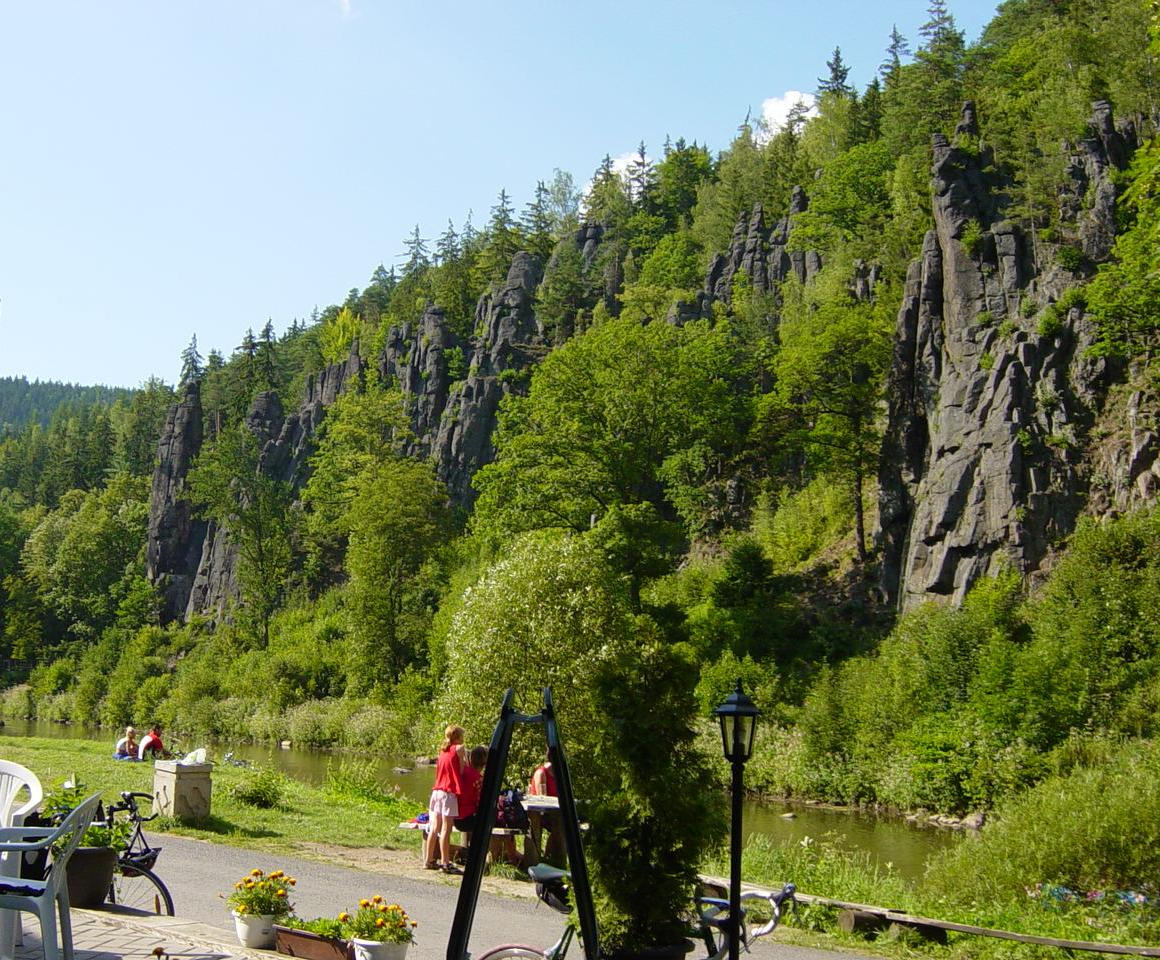
La roche Hans-Heiling surplombe la vallée de l'Eger à l'ouest de Karlsbad : ce ballon de granite hercynien du massif de Bohême jouxte au sud le fossé d'effondrement sud du bassin de Falkenau.

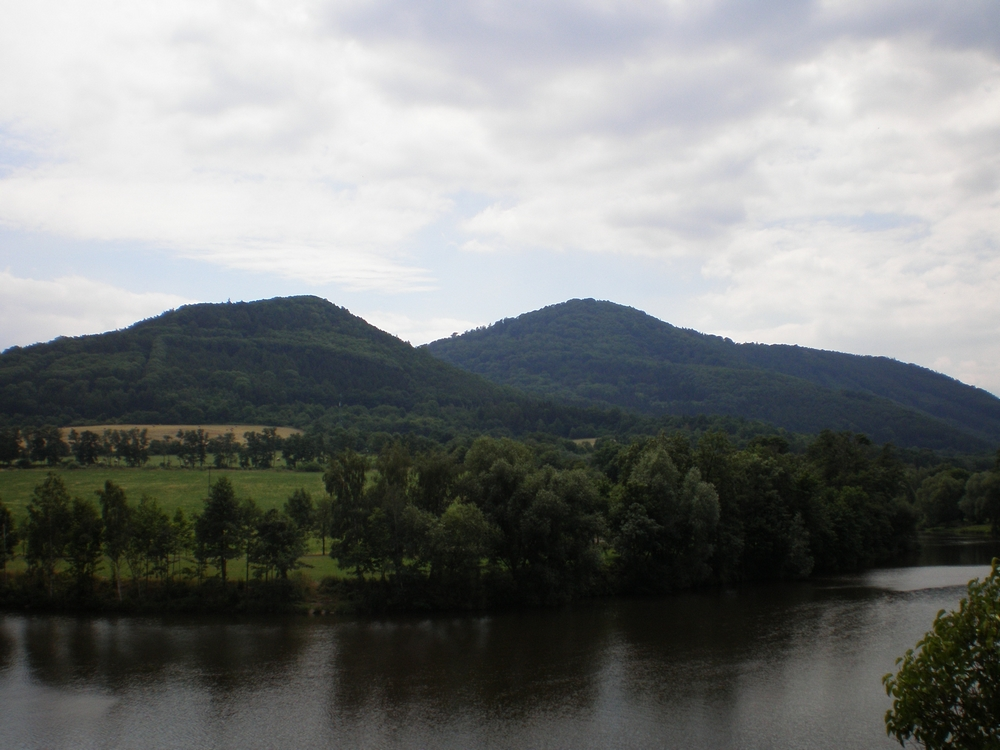
Mravenčák (à gauche) et Černý vrch (Montagne Noire), deux monts érodés de Téphrite-basanite sur les coteaux Nord des monts de Duppau, face à Klösterle-de-l'Eger.

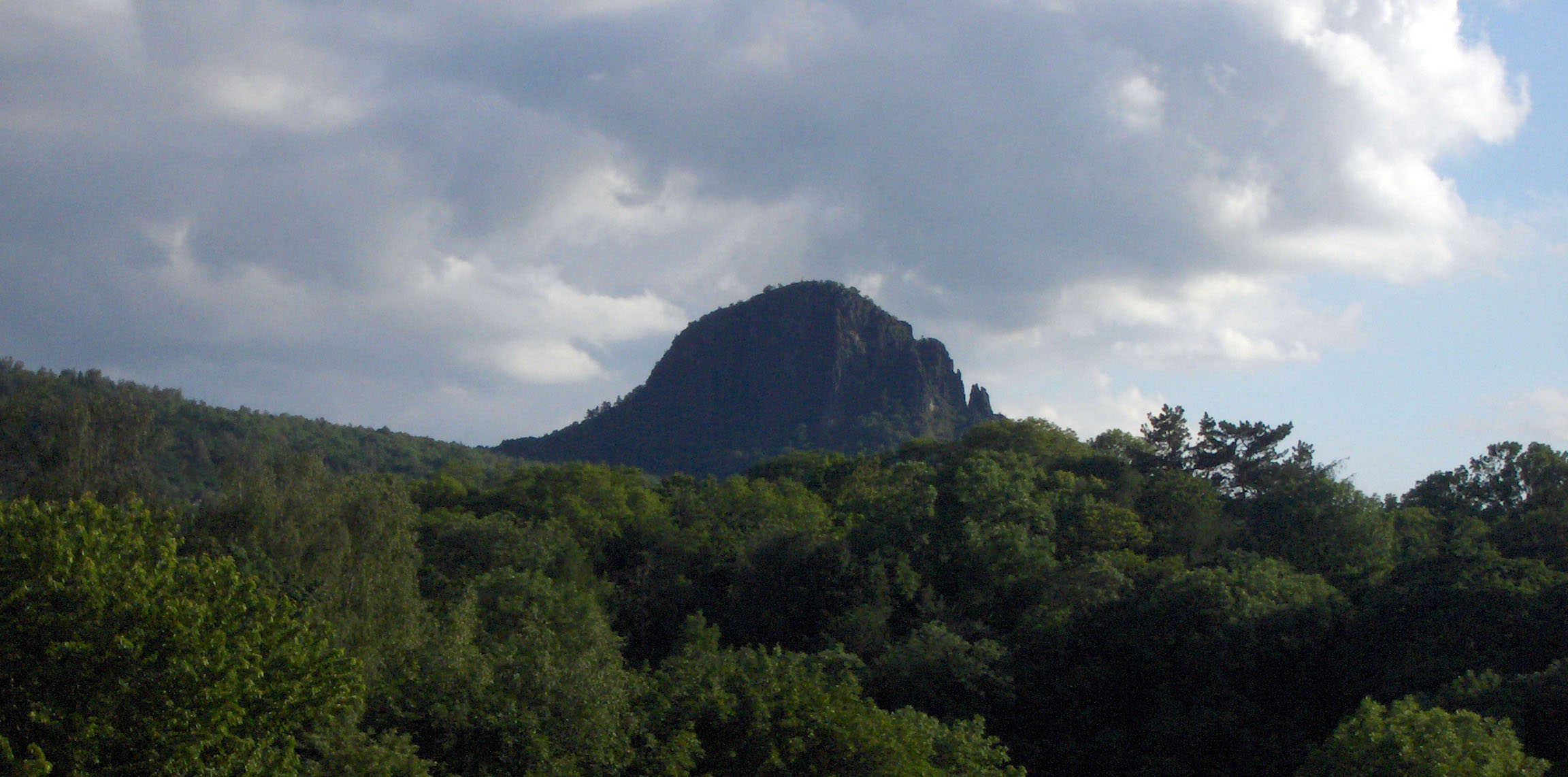
Le Bořeň à Bílina (Bilin), un piton isolé de téphrite-basanite à la traversée des monts de Bohême dans le bassin de Bohême septentrionale.

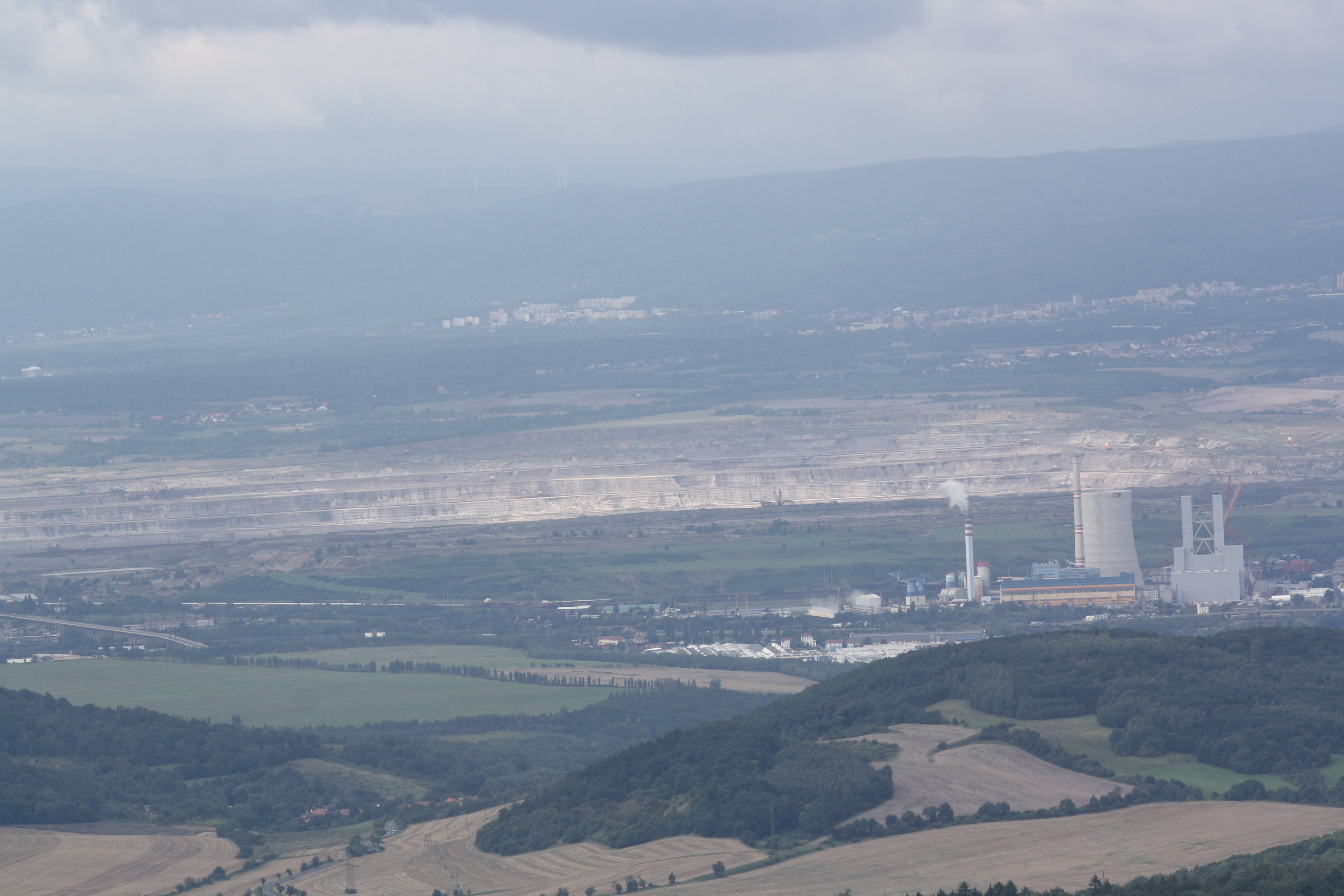
Panorama sur le bassin de Bohême septentrionale depuis les hauts plateaux à Milešovka, avec entre autres la centrale thermique de Ledvice et de la mine à ciel ouvert de lignite de Bilin. À l'arrière-plan, le coteau méridional des Monts Métallifères avec la ville de Litvínov.

Le graben de l’Eger (en allemand : Egergraben, ou graben de l’Ohře, en tchèque : Oherský příkop) est une entité géographique et géologique du nord-ouest de la République tchèque et plus précisément de Bohême septentrionale. Il est orienté du Nord-est au sud-ouest, et longe par le sud les monts Métallifères, qui lui sont apparentés sur le plan géologique.

## Géographie
La partie du graben de l’Eger conformée en dépression se trouve entièrement sur le territoire de la République tchèque, grosso modo entre les villes d’Egra (en allemand : Eger) au sud-ouest et Ústí nad Labem (en allemand : Aussig) au nord-est. Sa moitié sud-ouest est entrecoupée par la rivière homonyme d’Eger (en tchèque : Ohře) qui sépare les monts Métallifères de la forêt de Kaiserwald (Slavkovský les) et des monts de Duppau (Doupovské hory). Au nord-est, cette dépression se prolonge par le Bassin de Bohême septentrionale, dans la vallée de la Biela, qui sépare les monts Métallifères des hauts-plateaux de Bohême centrale (České středohoří). L’Eger contourne ces hauts-plateaux par le sud avant de se déverser dans l’Elbe à Litoměřice.

## Géologie
Le graben de l'Eger, dans son acception géologique, désigne une zone nettement plus étendue des vallées de l'Eger et de la Biela. Toutes les définitions qui en sont données y incluent les monts de Duppau et les hauts plateaux de Bohême.
Le graben de l’Eger est parfois qualifié de « paléo-rift », c'est-à-dire de fossé d'effondrement depuis longtemps inactif. Il se rattache au rift ouest-européen cénozoïque et résulte des contrecoups de la surrection alpine à l'ère Tertiaire. La dérive vers le nord de la plaque continentale africaine a appliqué de fortes contraintes de compression dans la croûte terrestre en Europe centrale. Ces contraintes se sont relaxées, lorsque de nouveaux mouvements tectoniques ont dérangé les failles du socle hercynien aplani et recouvert en grande partie d'épaisses couches de sédiments. Le graben de l'Eger s'est formé par subduction sous la moitié nord-ouest du Massif de Bohême le long de ces zones de fracture à pendage  nord-est/sud-ouest, entre l'Eocène ou le début de l'Oligocène et la fin du Miocène, il y a environ 40-35 à 9 millions d'années. Il a séparé la plate-forme des monts Métallifères du reste du Massif de Bohême,,. Par un effet d'épaulement, les Monts Métallifères ont subi ensuite un exhaussement. Comme ce soulèvement a intéressé principalement la zone de faille séparant les Monts Métallifères du graben de l'Eger, le versant saxon (c'est-à-dire nord-ouest) des Monts Métallifères est en pente douce, alors que le versant sud-est descend à pic vers le graben. Les décrochements les plus remarquables du coteau sud du graben de l'Eger sont celui des hauts plateaux (Mittelgebirgsabbruch), parfois désigné comme « décrochement de Litoměřice ». C'est principalement au plus fort du mouvement tectonique, au point où les plissements des monts Métallifères et de la chaîne hercynienne se sont croisées, que se sont épanchées de grandes quantités de magma basaltique, ce qui a produit une intense activité volcanique à la surface. Comme les roches ignées sont relativement résistantes à l'érosion, elles forment aujourd'hui le massif des monts de Duppau et les hauts plateaux de Bohême.
Le complexe volcanique découpe le graben de l'Eger en casiers séparés par des failles d'orientation hercynienne : le bassin d'Egra, au sud-ouest, dont la conformation actuelle est, du point de vue géologique, relativement récente ; le bassin de Bohême septentrionale (dit « bassin de Most ») au nord-est ; et enfin le bassin encaissé de Falkenau (dit « bassin de Sokolov »), qui les sépare. On peut regarder comme des prémices sud-ouest/nord-est du graben, le bassin de Mitterteich au nord-est de la Bavière ainsi que les pieds des monts de Zittau et le bassin de Berzdorf-Radmeritz au point de concours des frontières de l'Allemagne, de la Pologne et de la République tchèque,.
À l'ère du Tertiaire le graben de l'Eger et sa succession de casiers a constitué un important bassin sédimentaire. Il s'y est formé des vallées fluviales, des marécages et des lacs, où se sont formées les veines de lignite de Bohême septentrionale, comme par exemple celles exploitées à Chomoutov dans le bassin de Most et celles de Bogatynia dans les monts de Zittau. Les couches sédimentaires ont favorisé une flore et une faune abondantes : le site fossilifère de Dolnice dans le bassin de l'Eger, est réputé pour son abondance en spécimens de serpents, de lézards et d'amphibiens du début du Miocène,, d'autant que ces familles de reptiles sont plutôt rares dans les couches géologiques de la même période. Un autre site fossilifère du début du Miocène particulièrement riche en reptiles est celui de Merkur-Nord, dans la mine à ciel ouvert de Nástup–Tušimice, près de Chomoutov, dans le bassin de Most.
Certaines zones du graben sont le siège de forts gradients géothermiques (5,5 °C/100 m), ce qui montre que l'activité volcanique de la région se poursuit. Parmi les manifestations de post-volcanisme, il y a lieu de citer les mofettes dans la région des tourbières de Soos, ainsi que les nombreuses source thermales de Bohême, qui sont parmi les plus chaudes d'Europe, telles les sources thermales de Karlsbad (Vřídlo), d'une température de 72 °C. Les séismes, de faible intensité mais bien détectables, qui continuent de secouer la moitié sud-ouest du graben de l'Eger, notamment autour de l’épaulement de Marienbad, sur le versant oriental du bassin de l'Eger, montrent d'ailleurs que les mouvements tectoniques ne sont pas entièrement terminés,.